# فريكسي
فريكسي أو فريكاسي أو فركاسي هو نوع من المعجنات المالحة من تقاليد المطبخ التونسي. يُصنع في البيت كما يُباع في المحلات.
تُقلى كرات العجين في الزيت ثم تفتح وتملء بالبطاطا المقلية مقطّعة على شكل مكعبات، بالهريسة الحارة، بحبات الزيتون الأسود، ببيضة مسلوقة وبالكبّار.